# Primera División 2025-2026 (Costa Rica)
La Primera Division 2025-2026, nota anche come Liga Promerica 2025-2026 per ragioni di sponsorizzazione, è la 123ª edizione della massima serie del campionato di calcio costaricano. Il campionato è iniziato il 24 luglio 2024 e si concluderà nel maggio successivo. 
La stagione è divisa in due tornei separati, l'Apertura 2025 e il Clausura 2026, con lo stesso formato e le stesse squadre partecipanti. Il torneo è dedicato a Hernán Morales, calciatore attivo nel campionato nazionale tra gli anni '60 e '70.

## Stagione

### Novità
Dalla stagione precedente è stato retrocesso il Santa Ana, ultimo classificato della classifica aggregata. Al suo posto, dalla Segunda División è stato promosso il Guadalupe. In aggiunta Guanacasteca e Santos de Guápiles hanno annunciato che non avrebbero partecipato in quanto la loro licenza è stata revocata dalla federazione per problemi economici, per cui la stagione è disputata a 10 partecipanti.

### Formula
Le 10 squadre partecipanti giocheranno due distinti gironi di andata e ritorno, l'Apertura e il Clausura, ognuno da 18 giornate, e al termine di ognuno di essi le prime 4 classificate si qualificano per i play-off, che prevedono due turni a eliminazione diretta di andata e ritorno. Al termine della fase a eliminazione diretta, la vincitrice della finale gioca una Gran Final contro la prima nella classifica della stagione regolare. Se la vincente della fase finale è anche la vincente della stagione regolare, questa è automaticamente campione nazionale.
Per quanto riguarda le retrocessioni, a retrocedere è l'ultima classificata nella classifica aggregata di Apertura e Clausura.

## Squadre partecipanti
| Club              | Città                    | Stagione precedente                            |
| ----------------- | ------------------------ | ---------------------------------------------- |
| Alajuelense       | Alajuela                 | Gran final di Apertura; Gran Final di Clausura |
| Cartaginés        | Cartago                  | 6° in Apertura; 6° in Clausura                 |
| Guadalupe         | Guadalupe                | Segunda División                               |
| Herediano         | Heredia                  | Campione di Apertura; Campione di Clausura     |
| Municipal Liberia | Liberia                  | 8° in Apertura; 8° in Clausura                 |
| Puntarenas        | Puntarenas               | 12° in Apertura; semifinali di Clausura        |
| Pérez Zeledón     | San Isidro de El General | 9° in Apertura; 9° in Clausura                 |
| San Carlos        | Quesada                  | Semifinali di Apertura; 10° in Clausura        |
| Saprissa          | San Juan de Tibás        | Finalista di Apertura; finalista di Clausura   |
| Sporting San José | Pavas                    | 7° in Apertura; 7° in Clausura                 |

## Apertura

### Stagione regolare
La stagione regolare di Apertura è iniziata il 24 luglio e terminerà nel dicembre 2024.
|  | Pos. | Squadra           | Pt | G | V | N | P | GF | GS | DR |
|  | ---- | ----------------- | -- | - | - | - | - | -- | -- | -- |
|  | 1.   | Alajuelense       | 0  | 0 | 0 | 0 | 0 | 0  | 0  | 0  |
|  | 2.   | Cartaginés        | 0  | 0 | 0 | 0 | 0 | 0  | 0  | 0  |
|  | 3.   | Guadalupe         | 0  | 0 | 0 | 0 | 0 | 0  | 0  | 0  |
|  | 4.   | Herediano         | 0  | 0 | 0 | 0 | 0 | 0  | 0  | 0  |
|  | 5.   | Municipal Liberia | 0  | 0 | 0 | 0 | 0 | 0  | 0  | 0  |
|  | 6.   | Puntarenas        | 0  | 0 | 0 | 0 | 0 | 0  | 0  | 0  |
|  | 7.   | Pérez Zeledón     | 0  | 0 | 0 | 0 | 0 | 0  | 0  | 0  |
|  | 8.   | San Carlos        | 0  | 0 | 0 | 0 | 0 | 0  | 0  | 0  |
|  | 9.   | Saprissa          | 0  | 0 | 0 | 0 | 0 | 0  | 0  | 0  |
|  | 10.  | Sporting San José | 0  | 0 | 0 | 0 | 0 | 0  | 0  | 0  |

Legenda:
      Qualificata alla Gran Final e ai play-off.
      Qualificata ai play-off.

## Clausura
|  | Pos. | Squadra           | Pt | G | V | N | P | GF | GS | DR |
|  | ---- | ----------------- | -- | - | - | - | - | -- | -- | -- |
|  | 1.   | Alajuelense       | 0  | 0 | 0 | 0 | 0 | 0  | 0  | 0  |
|  | 2.   | Cartaginés        | 0  | 0 | 0 | 0 | 0 | 0  | 0  | 0  |
|  | 3.   | Guadalupe         | 0  | 0 | 0 | 0 | 0 | 0  | 0  | 0  |
|  | 4.   | Herediano         | 0  | 0 | 0 | 0 | 0 | 0  | 0  | 0  |
|  | 5.   | Municipal Liberia | 0  | 0 | 0 | 0 | 0 | 0  | 0  | 0  |
|  | 6.   | Puntarenas        | 0  | 0 | 0 | 0 | 0 | 0  | 0  | 0  |
|  | 7.   | Pérez Zeledón     | 0  | 0 | 0 | 0 | 0 | 0  | 0  | 0  |
|  | 8.   | San Carlos        | 0  | 0 | 0 | 0 | 0 | 0  | 0  | 0  |
|  | 9.   | Saprissa          | 0  | 0 | 0 | 0 | 0 | 0  | 0  | 0  |
|  | 10.  | Sporting San José | 0  | 0 | 0 | 0 | 0 | 0  | 0  | 0  |

Legenda:
      Qualificata alla Gran Final e ai play-off.
      Qualificata ai play-off.